# Don Alias
Don Alias (Charles Donald Alias) est un batteur et percussionniste né à New York le 25 décembre 1939 et décédé le 29 mars 2006 dans la même ville.

## Biographie
Don Allias fait des études de médecine et de biochimie à Boston. Musicien autodidacte, il commence comme bassiste amateur dans un groupe réunissant les jeunes Chick Corea, Tony Williams et le joueur de congas Dave Fich. Il est autant intéressé par la musique afro-cubaine, le rhythm and blues et le jazz.
Ses débuts professionnels se font comme accompagnateur d'Eartha Kitt. Il joue dans des orchestres de salsa, avant de devenir accompagnateur et « directeur musical » de la chanteuse Nina Simone. En 1969, il est engagé par Miles Davis (sur les disques Bitches Brew, On the corner). C'est le début d'une carrière féconde.
On a pu l'entendre aux côtés d'artistes aussi divers que Stan Getz, Jaco Pastorius, Joe Zawinul, Wayne Shorter, Charles Mingus, Charlie Haden, Tony Williams, Elvin Jones, Joey Calderazzo, Charlie Mariano, Yoshiaki Masuo, Jeremy Steig, David Sanborn, Pat Metheny, Carla Bley…
Il a aussi été très demandé comme musicien de studio (enregistrement avec Sting, Joni Mitchell, Miles Davis, Blood, Sweat and Tears…).
Bon technicien de la batterie au tempo rigoureux, mais surtout, percussionniste exceptionnel (en particulier aux congas), il a été un musicien très présent sur la scène du jazz-rock et du latin jazz. Sa collaboration à cet égard avec le batteur Peter Erskine et le bassiste Jaco Pastorius fut particulièrement réussie.

## Discographie

### En tant que sideman
Avec Carla Bley
- 2003 : Looking for America  (Watt/ECM)